# Su mejor alumno
Su mejor alumno es una película argentina en blanco y negro, dirigida por Lucas Demare, protagonizada por Enrique Muiño y Ángel Magaña. Estrenada en Buenos Aires el 22 de mayo de 1944. Obtuvo cinco premios, entre ellos el premio como mejor película del año.
Fragmentos de este filme fueron incluidos en la película Aller simple (Tres historias del Río de la Plata) (1998).
En una encuesta de las 100 mejores películas del cine argentino llevada a cabo por el Museo del Cine Pablo Ducrós Hicken en el año 2000, la película alcanzó el puesto 39.

## Sinopsis
La película relata la historia real del hijo natural de un expresidente de Argentina y padre de la educación pública del país, Domingo Faustino Sarmiento (Enrique Muiño), de nombre Domingo (Ángel Magaña), según los relatos autobiográficos del primero. Dominguito se presentó a pelear como voluntario en la Guerra de la Triple Alianza en la que murió.

## Actores
- Enrique Muiño como Domingo Faustino Sarmiento
- Ángel Magaña  como Dominguito
- Edgardo Morilla como Dominguito - cuando era niño
- Orestes Caviglia como Bartolomé Mitre
- Norma Castillo
- Guillermo Battaglia
- María Esther Buschiazzo
- Hugo Pimentel
- Alberto de Mendoza como Enrique Moreno
- Judith Sulián
- Domingo Márquez
- Bernardo Perrone
- René Mugica
- Pedro Fiorito
- Horacio Priani
- Mario Lozano
- César Fiaschi
- Warly Ceriani
- Américo Sanjurjo
- Alberto Terrones
- Pablo Cumo
- Carlos Lagrotta
- Arsenio Perdiguero
- Carmen Giménez
- Alberto de Mendoza
- Adolfo Linvel

## Premios
- Premios Cóndor de Plata (1945): mejor película, mejor director, mejor guion adaptado, mejor actor (Enrique Muiño) y mejor cámara.